# Marcin Frankowski
Marcin Frankowski – polski profesor nauk chemicznych, pracownik naukowy w Zakładzie Analityki Chemicznej i Środowiskowej Wydziału Chemii Uniwersytetu im. Adama Mickiewicza w Poznaniu.

## Życiorys
W 2005 r. na Wydziale Chemii UAM uzyskał tytuł magistra, a w 2009 r. obronił tamże rozprawę doktorską pt. Analiza specjacyjna we frakcjonowaniu i specjacja glinu w stałych próbkach środowiskowych w nowym układzie technik łączonych HPIC-FAAS, przygotowaną pod kierunkiem prof. Jerzego Siepaka. W 2013 r. uzyskał stopień doktora habilitowanego nauk chemicznych na podstawie pracy zatytułowanej Nowe trendy w analizie specjacyjnej i frakcjonowaniu glinu. Tytuł profesora w dziedzinie nauk ścisłych i przyrodniczych nadano mu w 2023 r.

## Wybrane publikacje
- 2005: The Effect of Grain Size Structure on the Content of Heavy Metals in Alluvial Sediments of the Odra River[1]
- 2007: Determination of mercury in sedimentary rock samples using cold vapour atomic fluorescence spectrometry[1]
- 2007: Wykorzystanie ekstrakcji jednoetapowej do analizy biodostępnych form metali ciężkich we frakcjach granulometrycznych w próbkach skał osadowych[1]
- 2007: Effect of rainy season on mobilization of contaminants from tsunami deposit left In a coastal zone of Thailand by the 26.12.2004 tsunami[1]
- 2009: Development of a new analytical method for online simultaneous qualitative determination of aluminium (free aluminium ion, aluminium-fluoride complexes) by HPLC-FAAS[1]
- 2015: Mercury in precipitation over the coastal zone of the southern Baltic Sea, Poland[1]
- 2015: The content of the 14 metals in cancellous and cortical bone of the hip joint affected by osteoarthritis[1]
- 2017: Speciation analysis of aluminium in plant parts of Betula pendula and in soil[1]